# Marjan Kregar
Marjan Kregar, slovenski alpinist, alpinistični inštruktor, gorski reševalec in gorski vodnik,* 17. november 1956, Kamnik.

## Pomembnejše odprave
- 1981: Lotse (8516 m) - ekipa: Aleš Kunaver, Filip Bence, Janez Benkovič, Borut Bergant, Slavko Frantar, Viki Grošelj, Franček Knez, Rajmond Kovač, Ivan Kotnik, Marjan Kregar, Marjan Manfreda, Peter Markič, Vanja Matijevec, Željko Perko, Pavel Podgornik, Peter Podgornik, Andrej Štremfelj, Marko Štremfelj, Miro Šušteršič, Iztok Tomazin, Nejc Zaplotnik, Matija Horvat, Janez Majdič, Ivo Skumavc, Stipe Božić (HR) , Jovan Poposki (MA)
- 1983: Gangapurna (7455 m) - prvenstveni vzpon po S grebenu, ekipa: Stane Belak - Šrauf, Božidar Alič, Marjan Brišar, Boris Kofol, Pavle Kozjek, Marjan Kregar, Vid Mesarič, Emil Tratnik, Andrej Beg
- 1985: Jalung Kang (8505 m) - prvenstvena smer, prvi vzpon po S steni, ekipa: Tone Škarja, Filip Bence, Borut Bergant, Tomo Česen, Janko Humar, Tomaž Jamnik, Janez Jeglič, Silvo Karo, Franček Knez, Pavle Kozjek, Marjan Kregar, Peter Podgornik, Slavko Svetičič, Damijan Meško, Braco Zavrnik
- 1987: Daulagiri (8167 m) -  po SV grebenu, prvi zimski vzpon na osemtisočak v Himalaji, ekipa: Stane Belak - Šrauf, Pavle Kozjek, Marjan Kregar, Iztok Tomazin

## Vir
- Slovenci v Himalaji - Tone Škarja in Matjaž Šerkezi, Planinska zveza Slovenije